# سلوین مایستر
سلوین مایستر (انگلیسی: Selwyn Maister؛ زادهٔ ۲۴ مهٔ ۱۹۴۶) بازیکن هاکی روی چمن اهل نیوزیلند بود.و یکی از اعضای تیم ملی بود که مدال طلای المپیک تابستانی ۱۹۷۶ مونترال را کسب کرد.
مایستر مدال خدمات ملکه را در افتخارات سال نو ۲۰۱۲به دلیل خدمات به هاکی دریافت کرد.مایستر مدرک DPhil در شیمی معدنی را از کالج Magdalen، آکسفورد، به عنوان یک محقق رودز دریافت کرد و در سال ۱۹۶۹ وارد شد.
وی همچنین برندهٔ جوایزی همچون بورسیه رودز شده‌است.